# Vydrník
Vydrník es un municipio del distrito de Poprad en la región de Prešov, Eslovaquia, con una población estimada a final del año 2024 de 1343 habitantes.
Se encuentra ubicado al oeste de la región, cerca del río Poprad (cuenca hidrográfica del río Vístula) y de la frontera con la región de Žilina.

## Demografía
| Año        | 1994 | 2004     | 2014     | 2024     |
| ---------- | ---- | -------- | -------- | -------- |
| Población  | 846  | 974      | 1162     | 1343     |
| Diferencia |      | +15,13 % | +19,30 % | +15,57 % |

| Año        | 2023 | 2024    |
| ---------- | ---- | ------- |
| Población  | 1320 | 1343    |
| Diferencia |      | +1,74 % |